# Luxo Jr.
A Luxo Jr. a Pixar Animation Studios első, független stúdióként való megalakulásukat követően, 1986-ban készült filmje. A számítógép-animációs rövidfilm (két és fél perc a végefőcímmel együtt) az újonnan létrehozott cég képességeit demonstrálta. Innen ered a Pixar logójává avanzsált kis asztalilámpa.

## Történet
Két asztali lámpa a főszereplő (melyeket a Luxo brand inspirált, innen a cím), az egyik nagyobb és idősebb (ő Luxo). Luxo Jr. egy kicsi gumilabdával játszik, Luxo pedig bekapcsolódik a mókázásba.

## Technológia
Technikai szempontból a fény-árnyék demonstrációja emelkedik ki; pontosan adják vissza a lámpák mozdulataival járó fény- és árnyékvetüléseket. Az összes tárgy fényét és a színét RenderMan-nel hozták létre, nem felszíni textúrák alapján. A lámpák "végtagjainak" koordinált gesztikulálása mögött szinte sejtjük a mozgatóköteleket. Mint film, a Luxo Jr. egyszerű és szórakoztató sztorival szolgál, két hatásos, szeretni való karakterrel.
A Luxo Jr. volt Ed Catmull és John Lasseter első animációs munkája, s egyben Lasseter rendezői debütálása. Lasseter szerette volna befejezni a rövidfilmet a SIGGRAPH-ra, az éves számítógépes technológia-kiállításra, melyen az ipar profijainak ezrei vesznek részt. Catmull és Lasseter versenyt futott az idővel, Lasseter még hálózsákot is vitt munkahelyére, az íróasztala alatt aludt, hogy másnap korán reggel kezdhesse a munkát. Ezen elhivatottsága kifizetődött, s a végül elkészült a SIGGRAPH-ra.

## Érdekességek
- 1986-ban a Luxo Jr.-t Oscar-díjra jelölték a Legjobb animációs rövidfilm kategóriában. Ez volt az első alkalom, hogy CGI-vel készült filmet Oscarra jelöl az Akadémia.
- A rövidfilmekből szegmens jelenetek is készültek, amiket a Szezám utca c. bábsorozatban használtak fel.
- Luxo Jr. később a Pixar Animation Studios kabalája lett, feltűnik a produkciós logóban is. A rövidfilmben Luxo Jr. ráugrik a gumilabdára, ami leereszt alatta, míg már nem is látszik, majd Luxo Jr. "fejét" a nézők felé fordítja. Ugyanezt teszi a Pixar logójában az "I" betűvel.
- A rövidfilmet újra bemutatták 1999-ben a Toy Story – Játékháború 2. vetítései előtt.

## Külső hivatkozások
- Hivatalos oldal
- Luxo Jr. az Internet Movie Database-ben (angolul)
- Luxo Jr. a Rotten Tomatoeson (angolul)
- Luxo Jr. a Box Office Mojón (angolul)
- Luxo Jr. a TV Tropes oldalon (angolul)
- Luxo Jr. a tematikus Pixar wikiben (angolul)
- Luxo Jr. a tematikus Disney wikiben (angolul)